# Popots Winterstein
Jean-Louis „Popots“ Winterstein (* 29. Mai 1964 in Forbach) ist ein französischer Gitarrist des Gypsy-Jazz.

## Leben und Wirken
Winterstein stammte aus einer musikalischen Manouche-Familie; sein Bruder Hono (* 1962) ist ebenfalls Swing-Manouche-Gitarrist. Mit elf Jahren begann er sich autodidaktisch mit dem Gitarrenspiel zu beschäftigen; erste Auftritte hatte er 1980 im Caveau des Trinitaires in Metz als Mitglied des Quartetts von Dorado Schmitt. Seitdem arbeitete er als Rhythmusgitarrist mit Dorado und Samson Schmitt (Djieske, EMD 2002), Timbo Mehrstein (Maré Tchavengé, EMD 2012) und mit seinem Sohn Benji (* 1991), ferner auf lokaler Ebene mit Gallo Weiss (Gitarre) und Gaston Michel (Akkordeon), mit denen er das Album Café noir produzierte. Gemeinsam mit Geisela Reinhardt leitet er das Reinhardt-Winterstein-Ensemble.